# Черкаський стрій
До Черкащини зараховуються такі міста та місцевості: Черкаси, Умань, Корсунь-Шевченківський, Сміла, Канів, Золотоноша, Лисянка (смт), Монастирище, Кам'янка (Черкаська область), Чигирин, Шпола, Стеблів, Городище (Черкаська область), Тальне. Народний одяг на Черкащині має свої характерні особливості, яких не має одяг на інших частинах Наддніпрянщини.

## Одяг козацьких часів

### Чоловічий одяг
В давні часи шляхта носила шовкові або суконні довгі жупани «польського крою». Поверху жупана надівали кунтуш з прорізаними рукавами. По жупані пов'язували шовковий пояс, шитий золотом або сріблом. Нижнім вбранням були широкі суконні штани.

### Жіночий одяг
Шляхтянки носили по довгій сорочці шовкові плахти та до них попереду шовкові запаски. Це було домашнім одягом. Коли виходили з дому, то зверху по сорочці одягали довгі  контуші з тонкого сукна або з матерії. Такі контуші були пошиті до стану та мали ззаду два клини, обшиті по стану золотим або срібним галуном. Коміри, круглі по стану вилоги, були з кольорового оксамиту. Одружені жінки носили на голові кораблики, з вилогами з оксамиту та з верхом з шовкової парчі. Крім корабликів, носили також високі кибалки, покриті шовковим серпанком з довгими кінцями. Дівчата заплітали волосся в дві коси та викладали його на голові у вигляді віночка, зверху прикрашали золотими шнурками, золотою сіткою або золотим мереживом. Носили також одну косу, вплітаючи в неї різнобарвні стрічки.
Прості жінки носили одяг того ж самого крою, але вже не шовковий, а суконний. Всі жінки носили червоні або жовті сап'янці на високих корках.
Заможніші та міщанки носили спідниці з шнуровицями та різнобарвні жупани з китайки або суконні. Бідні носили зимою кожухи, а заможніші покривали кожухи сукном або китайкою. На голові заможніші жінки носили чепці з наміткою, а міщанки круглі шапочки з опушкою з хутра соболя.

## Одяг XIX століття
Зміна одягу відбулася в зв'язку зі знищенням Катериною Запорозької Січі, внаслідок чого запорозькі козаки були переселені на Кубань (Фанагорію). На українських землях це призвело до занепаду української культури на колишніх землях запорозьких козаків та змін в одязі.

### Одяг простого народу

#### Чоловічий одяг
Чоловічі сорочки в 19 ст. носили безуставкові. Зшиті з перегнутого вдвоє полотна, в якому вирізали отвір для горловини та пазуху. Рукава до такої сорочки пришивалися по пітканню, з боків сорочки під рукавами пришивали з половини ширини полотна по два бочки.
Штани носили широкі "до очкура". Клин між штанами був ромбоподібного, прямокутного, трикутного крою. Штани шилися з "десятки", "одинадцятки" або з вибійчатого полотна. Такі штани носили влітку, а взимку поверх цих штанів одягали суконні. Також штани шилися з крамної матерії.
Верхнім плащоподібним одягом були гуні, які носили біля Умані. Гуні були чорного або бурого кольору, вільно пошиті з двома клинами між спинкою та полами. Гуні були довжиною поза коліна та мали позаду кобку.
Козаки носили кереї темних кольорів, пошиті з домашнього або фабричного сукна.
Одягом, пошитим до стану, були свити та бекеші. Свити могли мати від двох до восьми клинів. Певний вид свити, пошитий "варшавським кроєм" з рясами, називали чемеркою. Свиту, пошиту до стану з "бриджами", називали бекешою.
Зимовим одягом були переважно білі кожухи, пошиті до стану або вільно. На Чигиринщині кожухи покривали крамними тканинами.

#### Жіночий одяг
Жіночі сорочки були уставкового та безуставкового типу та шилися з трьох пілок. Вишивка була "біллю" або навощеною жовтуватою ниткою. На межі Черкаського та Канівського повітів по річці Рось сорочки вишивали рудою або сивою барвами. Для отримання сивої барви — куниці, палили цвіт очерету і замочували нитки у відварі з попелу. Для отримання рудої барви використовували вільху.
З поясного одягу жінки носили запаски, плахти,  або спідниці. Запаски носили ще в 1840-х роках. Запаска була шириною 70-80 см. та виготовлялася з домашнього сукна чорного або бурого кольору, інколи її фарбували в синій колір. До запаски носили синю попередницю і підвязувалися широким вовняним поясом, спустивши кінці позаду. Спереду попередницю оздоблювали тканою або пізніше, вишитою лиштвою, поперечною смугою. Напівзшитим поясним одягом були майстерно виткані плахти, до яких також носили попередницю. Спідниці шили з репсових, вовняних, шовкових та інших тканин. В Чигиринському та Звенигородському повітах святкові спідниці оздоблювали смугою плису по низу. Таких смуг могло бути від однієї до трьох.
Верхнім одягом були керсетки, а по них носили юпки та кофти з рукавами. Керсетки були з суцільнокроєною спинкою і мали  вуса (до дев'яти) або бантові складки і відрізні у стані зі зборами. Шилися керсетки часто з тієї ж тканини, що й спідниці, і обкладалися по долу, біля шиї плисовими смугами. Всі керсетки були на підкладці. На Звенигородщині, Уманщині, Чигиринщині носили свити з рясами та прохідкою. Такі свити мали призбирану чотирикутну вставку. Іноді ці вставки укладали в складки, які розходились в сторони від цільноскроєної прохідки або до середини. Свити мали стоячий комірець. В селах Байбузи, Яснозіря шили також жупанки з тонкого фабричного сукна. Жупанки були відрізними в стані та густо призбирані в талії. Такий одяг кравчині шили до 1850-х років.
Зимовим одягом були кожухи. Вони були трьох типів: прямоспиними (тулубчасті), приталеними та відрізними у стані. Тулубчасті кожухи носили на Звенигородщині, Уманщині, Чигиринщині, Канівщині. Тулупи одягали на свята. Вони мали стоячий або виложистий комір та оздоблювалися смушком, на правій полі пришивали квітку з сап'яну. У відрізних кожухах оздоблення було по лінії талії. Такі кожухи вишивали волічкою-вовняною ниткою.

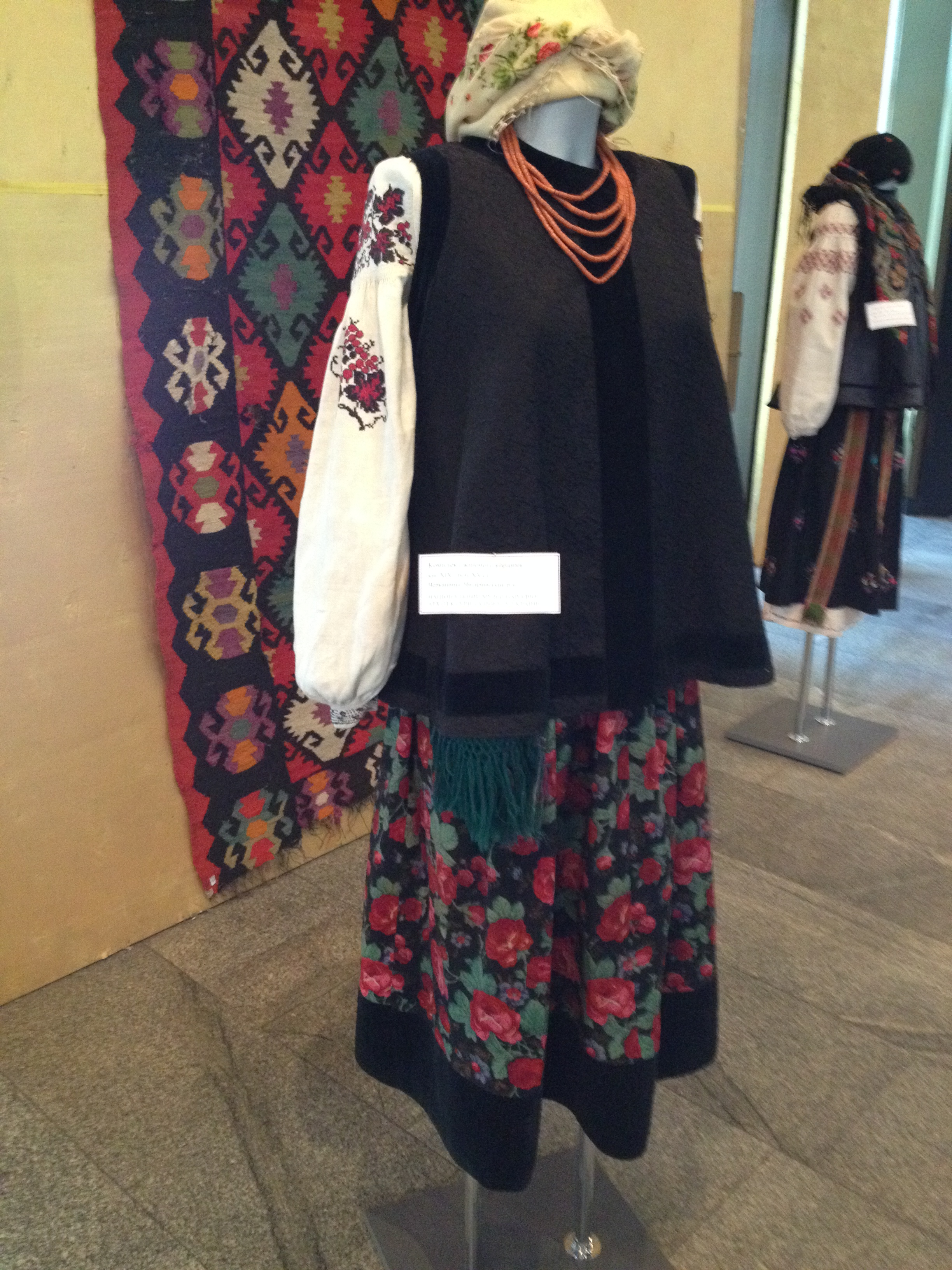
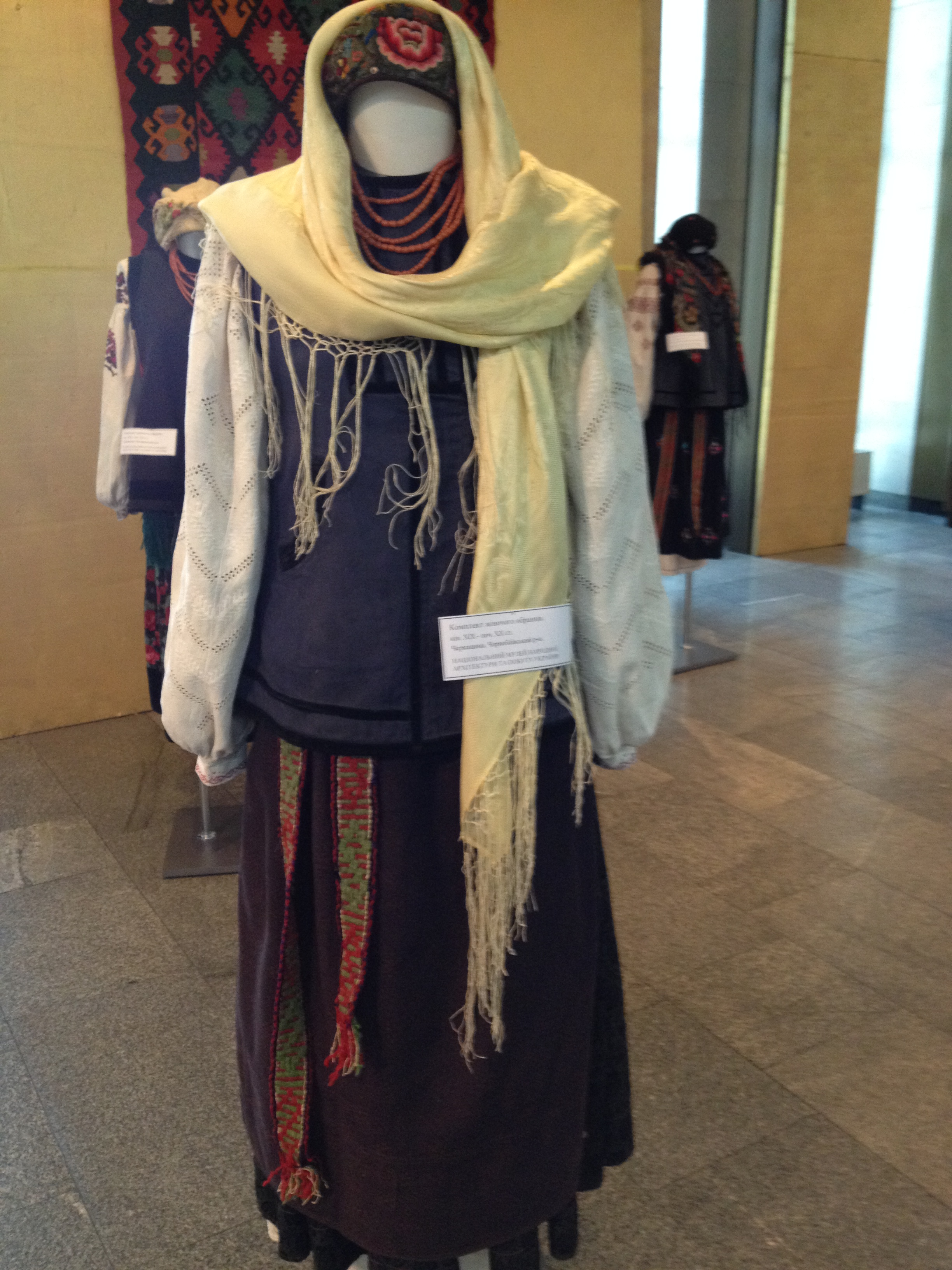
Чорнобаївський р-н
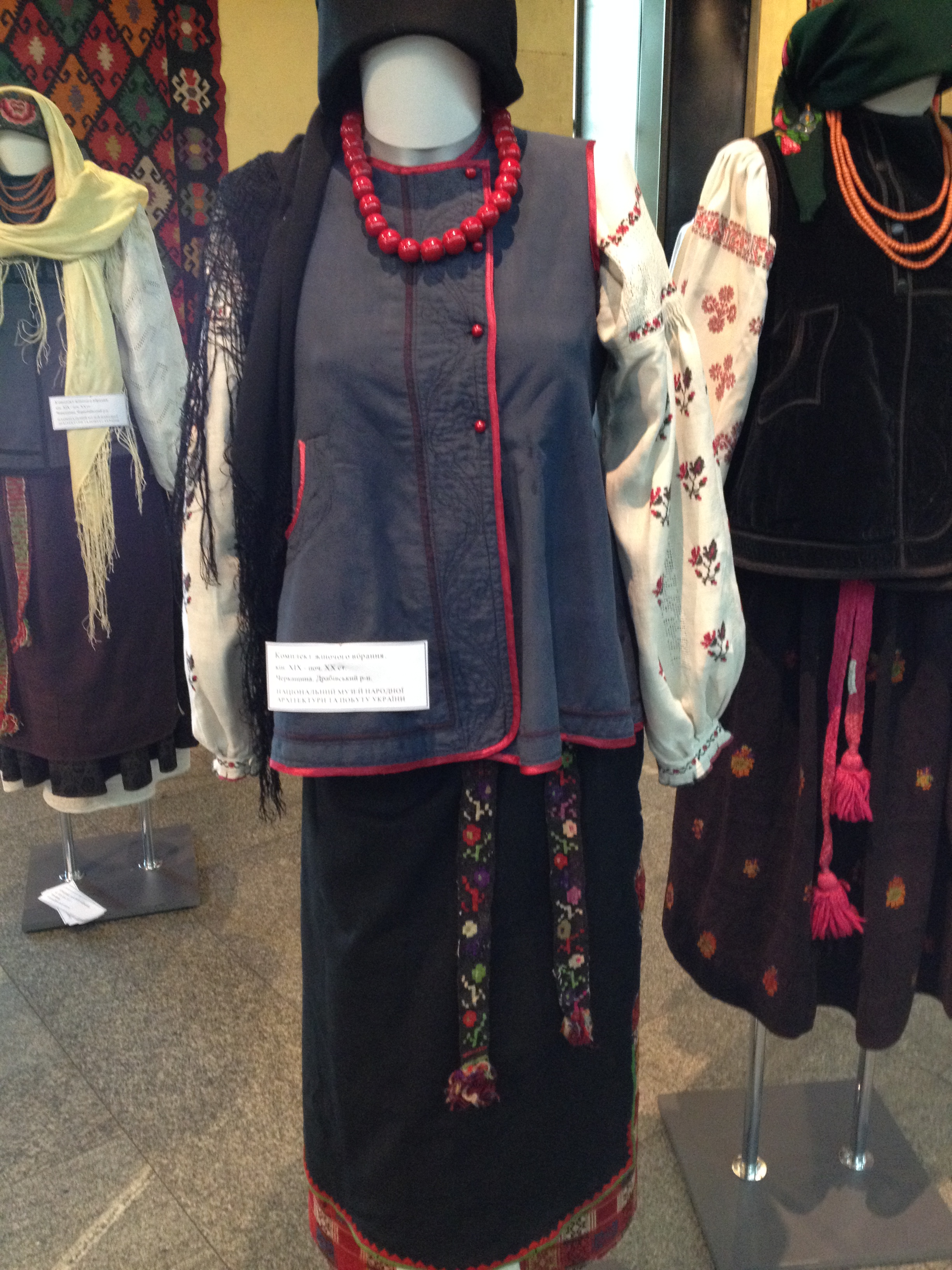
Драбівський р-н
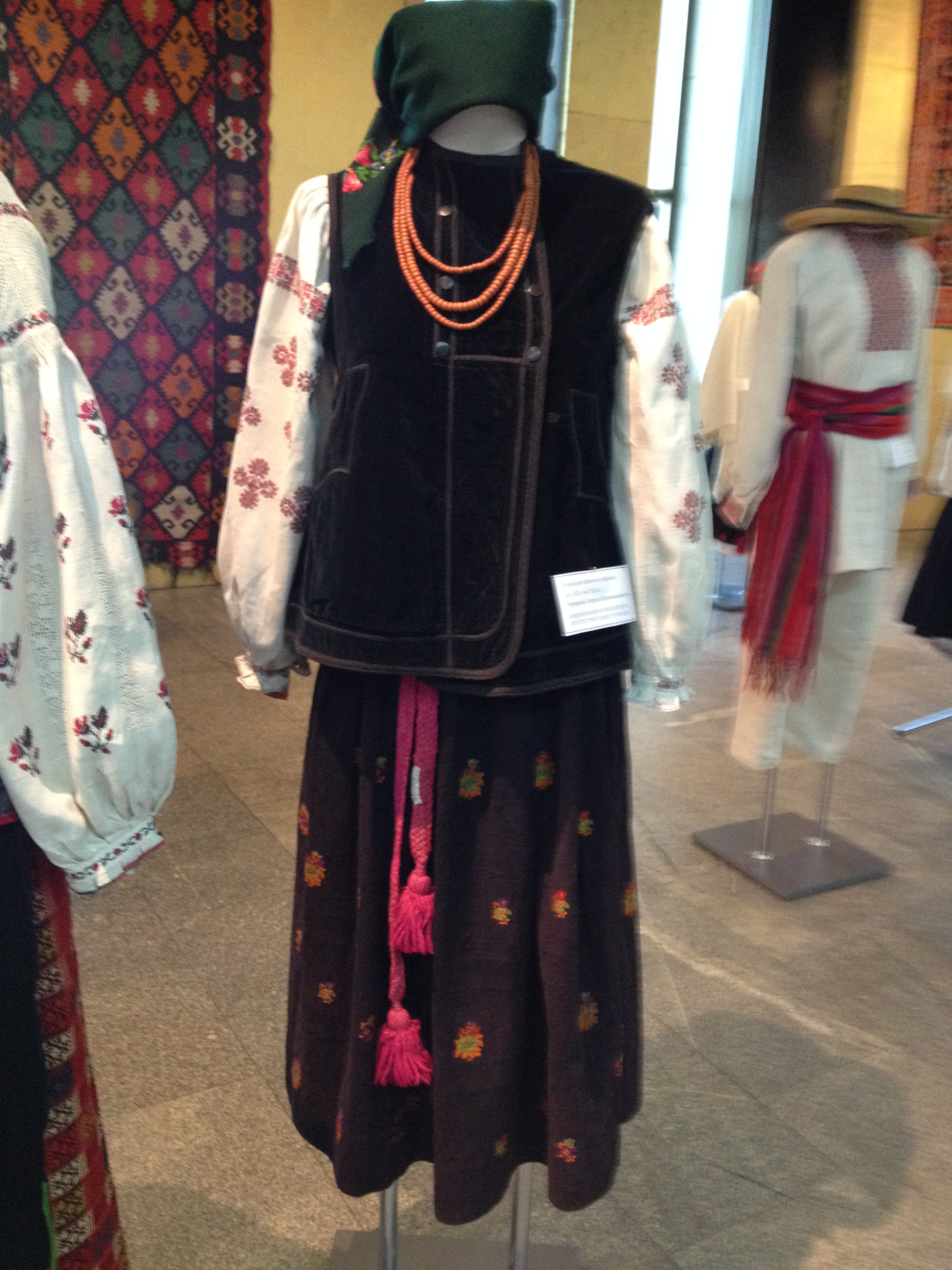

Черкащина, Золотонінський р-н
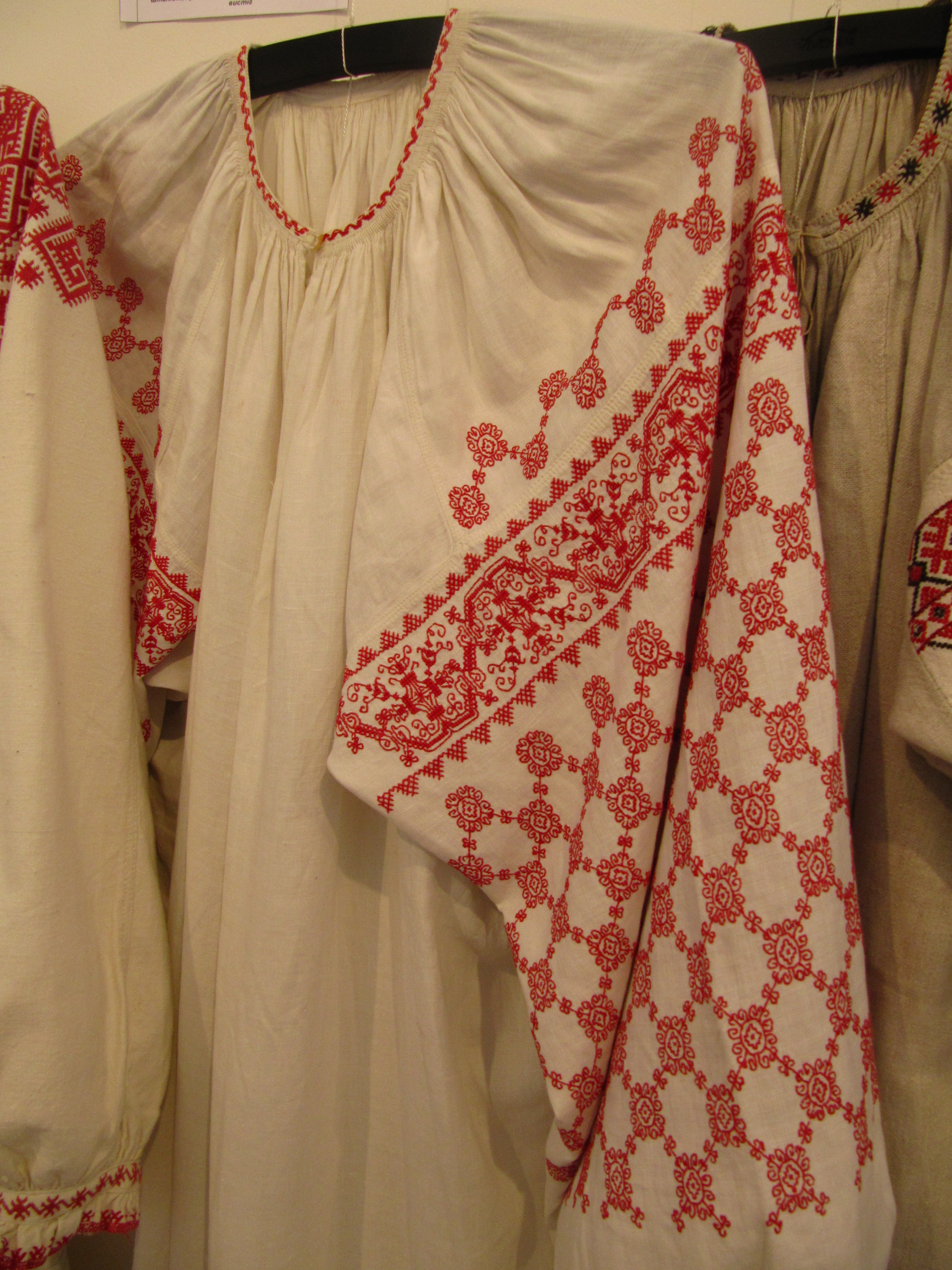
Кінець 19-го ст. Черкаська обл. Чорнобаївський р-н, с. Мельники
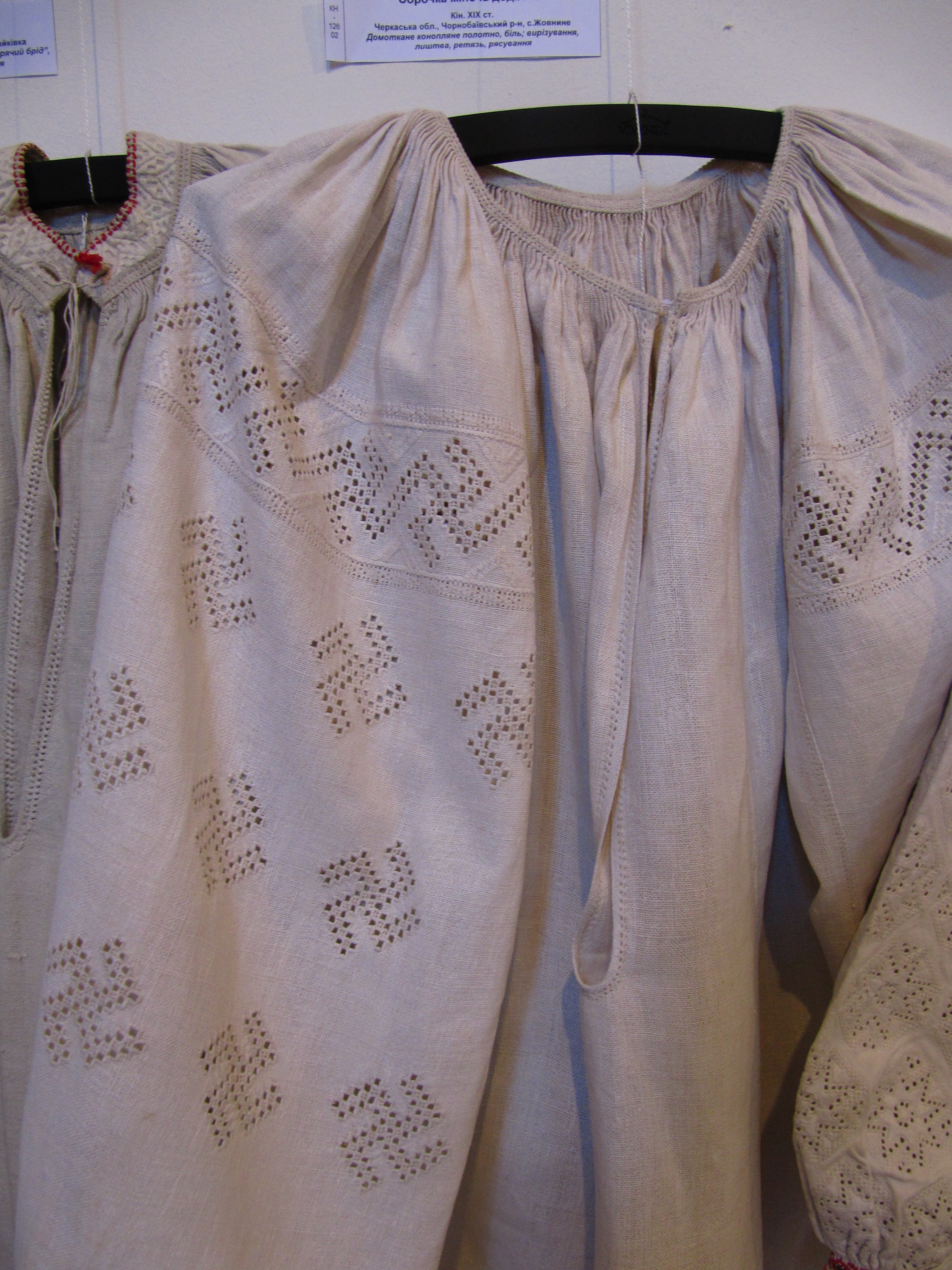
Жіноча сорочка додільна. Черкаська обл. Чорнобаївський р-н, с. Жовнине